# The Colour of Spring
| Recensione     | Giudizio       |
| -------------- | -------------- |
| AllMusic       |                |
| Ondarock       | Pietra miliare |
| Piero Scaruffi |                |

The Colour of Spring è il terzo album del gruppo musicale britannico Talk Talk, pubblicato nel 1986.

## L'album
Si tratta dell'album in studio più venduto della band: ha raggiunto la top 10 in numerosi stati, incluso il loro paese d'origine, sostenuto dalla hit internazionale Life's What You Make It.

## Tracce
Testi e musiche di Mark Hollis e Tim Friese-Greene.
1. Happiness Is Easy – 6:30
2. I Don't Believe in You – 5:02
3. Life's What You Make It – 4:28
4. April 5th – 5:51
5. Living in Another World – 6:58
6. Give It Up – 5:17
7. Chameleon Day – 3:20
8. Time It's Time – 8:14

Durata totale: 45:40

## Formazione
- Mark Hollis - voce, chitarra (traccia 8), pianoforte (tracce 3, 5, 6 e 7), organo Hammond (traccia 4), melodica (traccia 8), mellotron (traccia 6), variophon (tracce 1, 4 e 7)
- Lee Harris - batteria (eccetto tracce 4 e 7)
- Paul Webb - basso (tracce 2, 4, 5, 6 e 8), seconda voce (tracce 3 e 5)
- Tim Friese-Greene - produttore, pianoforte (tracce 1, 2 e 8), mellotron (traccia 3), sintetizzatore (tracce 1, 4 e 7), organo Hammond (tracce 3, 6 e 8), variophon (tracce 4 e 7)

Musicisti ospiti
- Ian Curnow - assolo di sintetizzatore (tracce 2 e 6)
- Martin Ditcham - percussioni (tracce 1, 3, 5, 6 e 8)
- Mark Feltham - armonica (traccia 5)
- Alan Gorrie - basso (traccia 1)
- Robbie McIntosh - chitarra (tracce 1, 2, 5 e 8), chitarra Dobro (tracce 4 e 6)
- Morris Pert - percussioni (tracce 1, 2, 5 e 8)
- Phil Reis - percussioni (traccia 1)
- David Rhodes - chitarra (tracce 3,5 e 6)
- David Roach - sassofono soprano (tracce 2, 4 e 5)
- Gaynor Sadler - arpa (traccia 2)
- Danny Thompson - contrabbasso (traccia 1)
- Steve Winwood - organo Hammond (tracce 1, 2 e 5)
- Ambrosia Choir - cori (traccia 8)
- Bambini della "School of Miss Speake" - coro di voci bianche (traccia 1)

Personale tecnico
- Dennis Weinrich - ingegnere del suono
- Dietmar Schillinger - ingegnere del suono
- Paul Schroeder - ingegnere del suono
- Pete Wooliscroft - ingegnere del suono
- James Marsh - copertina e disegni